# كليمنصو (حاملة طائرات)

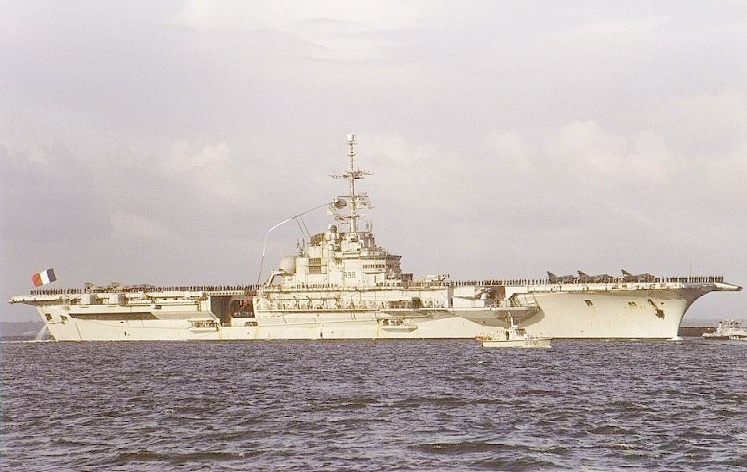
حاملة الطائرات كليمنصو

كليمنصو (ار 98) (بالفرنسية Clemenceau (R 98)) كانت أفضل سفينة من صنفها وحاملة الطائرات الثامنة للبحرية الفرنسية. عملت من 1961 إلى 1997، وهي ثاني سفينة حربية فرنسية تسمى نسبة لجورج كليمنصو.

## التاريخ
تمثل السفينة نجاح جهود فرنسا في إنتاج صنف خاص بها من حاملات الطائرات متعددة الأغراض لتحل محل السفن الأمريكية والبريطانية التي حصلت عليها فرنسا بعد الحرب العالمية الثانية. تصميم الحاملة فعال وتقلد الحاملات الأمريكية لكن مقاسها أصغر.
شكلت كليمنصو مع أختها فوش نواة الأسطول الفرنسي، وأبحرت خلال حياتها أكثر من مليون ميل بحري في 3125 يومًا في كل بحار العالم.

### المهمات
- 1974-1975 : استقلال جيبوتي، في المحيط الهندي
- 1982-1984 : الحرب الأهلية في لبنان
- 1987-1988 : الحرب بين إيران والعراق
- 1991 : حرب الخليج الأولى
- 1993-1996 : الحرب في يوغوسلافيا

### التصميم
| Starboard side view · Forward and aft view · Port side view |